# Stylopauropoides ringueleti
Stylopauropoides ringueleti är en mångfotingart som beskrevs av Paul Auguste Remy 1962. Stylopauropoides ringueleti ingår i släktet Stylopauropoides och familjen fåfotingar. Inga underarter finns listade i Catalogue of Life.